# Paul-Joachim Timm

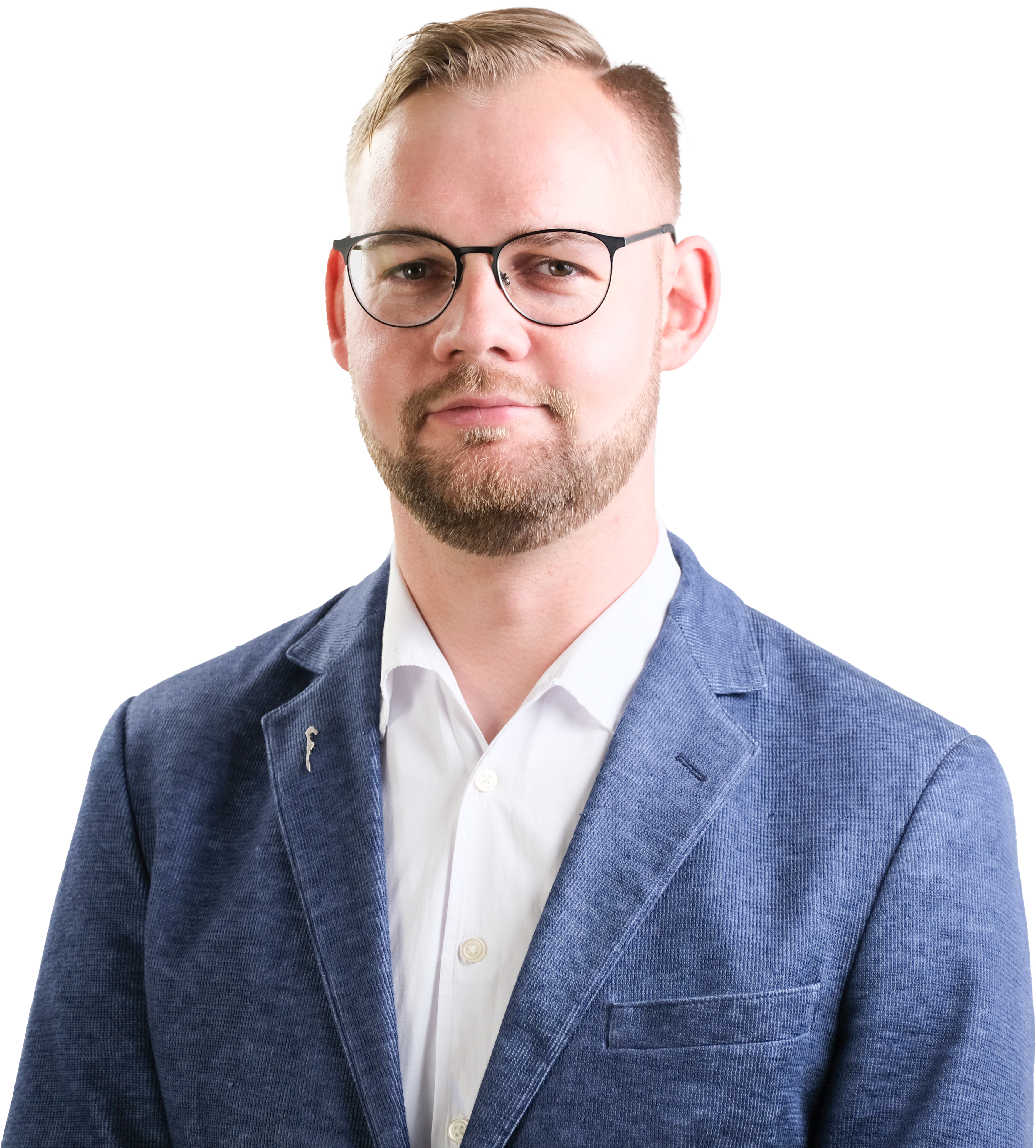
Paul-Joachim Timm, 2021

Paul-Joachim Timm (* 12. Januar 1990 in Bergen auf Rügen) ist ein deutscher Politiker der Alternative für Deutschland. Seit Oktober 2021 ist er Mitglied des Landtages Mecklenburg-Vorpommern (8. Legislaturperiode).

## Leben
Paul-Joachim Timm ging auf der verbundenen Haupt- und Real- mit Grundschule in Vitte/Hiddensee sowie auf dem Ernst-Moritz-Arndt-Gymnasium in Bergen auf Rügen zur Schule.
Vom Oktober 2009 bis Juni 2010 absolvierte er seinen neunmonatigen Grundwehrdienst im 5./ Lazarettregiment 31 Berlin. Danach studierte er an der Ernst-Moritz-Arndt-Universität Greifswald Politik- und Rechtswissenschaften und schloss letzteres mit dem 1. Juristischen Staatsexamen ab.

## Politische Laufbahn
Von 2010 bis 2014 war er Gemeinderat und Mitglied im Rechnungsprüfungs-, Finanz-, Sozial- und Wirtschaftsausschuss der Gemeinde Seebad Insel Hiddensee sowie Mitglied im Aufsichtsrat der Inselinformations GmbH. Von 2014 bis 2019 war er Gemeinderat und Mitglied im Rechnungsprüfungs-, Bau-, Umwelt- und Verkehrs-, Kunst- und Kulturausschuss sowie Vorsitzender des Betriebsausschusses für den Hafen,- und Kurbetrieb der Gemeinde Seebad Insel Hiddensee.
Im November 2021 wurde er zum Landesschiedsrichter der Alternative für Mecklenburg-Vorpommern gewählt.
Für die Alternative für Deutschland Mecklenburg-Vorpommern kandidierte er für die Landtagswahlen 2021 und wurde auf Listenplatz 10 der Landesliste gewählt. Er ist Sprecher für Fischerei-, Verbraucherschutz-, Hochschul- und Tourismuspolitik der AfD-Fraktion im Landtag Mecklenburg-Vorpommern. Darüber hinaus ist er Obmann der AfD-Fraktion im Ersten Parlamentarischen Untersuchungsausschuss (NSU-Untersuchungsausschuss) der 8. Legislaturperiode sowie Ausschussvorsitzender des Wissenschafts- und Europaausschusses.
Zur Kommunalwahl 2024 wurde Paul Timm mit 18,4 Prozent der Stimmen in den Gemeinderat Bobitz gewählt und zog als Spitzenkandidat über die Liste der AfD im Wahlbereich III/Nordwestmecklenburg mit 28 Prozent ebenfalls in den Kreistag ein. Dort ist er Vorsitzender der AfD-Fraktion im Kreistag.

## Politische Positionen

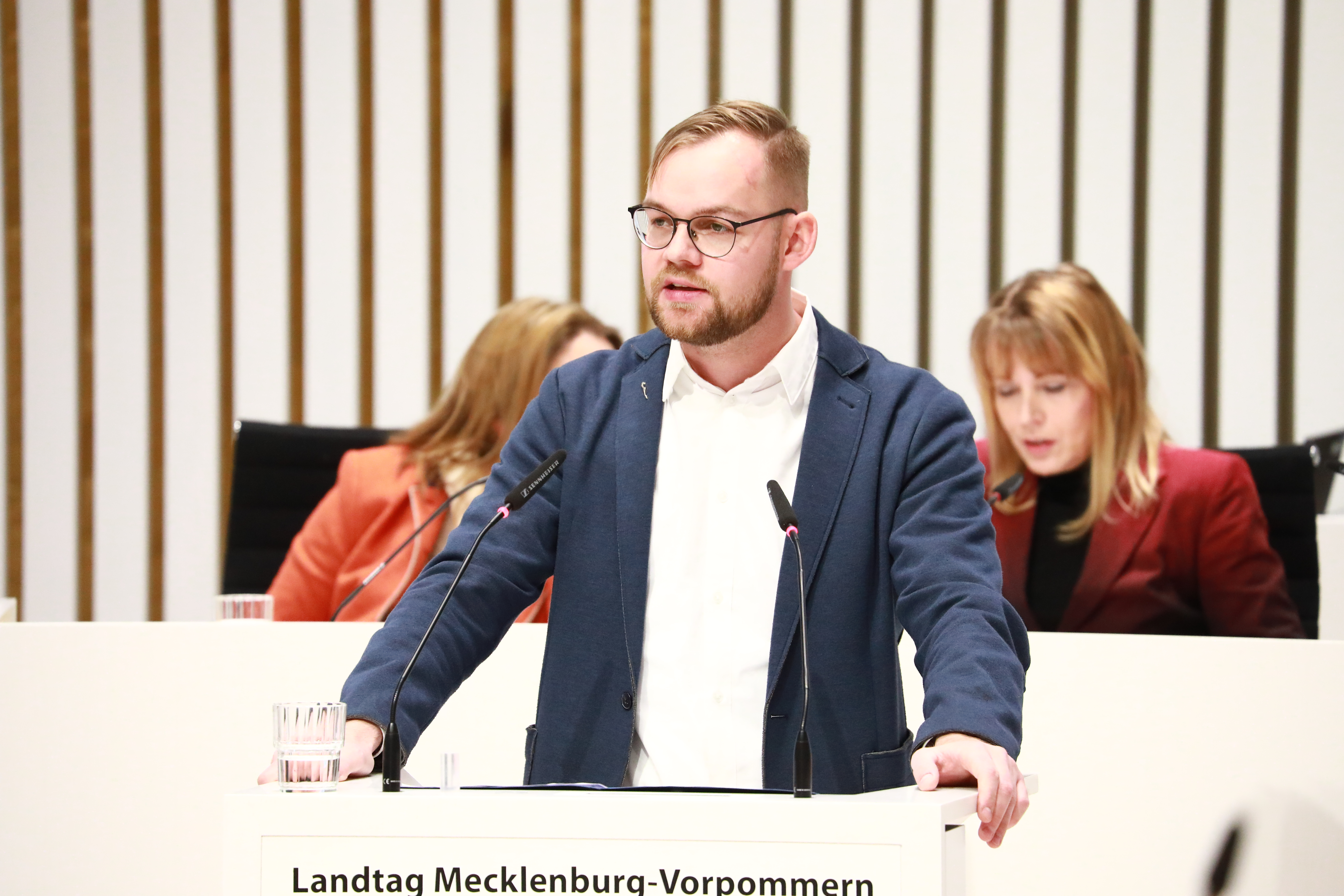
Paul-Joachim Timm während der Plenardebatte am 8. Dezember 2022 im Landtag von Mecklenburg-Vorpommern.

In seiner Funktion als tourismuspolitischer Sprecher der AfD-Fraktion im Landtag Mecklenburg-Vorpommern sprach er sich unter anderem gegen den Bau eines Flüssigerdgasterminals an der Küste Mecklenburg-Vorpommerns aus, stattdessen solle der Bedarf von Terminals an der polnischen Küste gedeckt werden. Im Laufe der Debatte um die Errichtung eines LNG-Terminals vor Sellin sprach sich Timm für einen alternativen Standort auf der Ostsee aus.
Als im November 2021 die Umweltorganisation BUND unter anderem den Stopp einer geplanten Ortsumgehung der Stadt Wolgast forderte, kritisierte Paul Timm dies im Hinblick auf das hohe Verkehrsaufkommen in Wolgast im Sommer.
Ebenso bemängelte er das von der Landesregierung eingeführte Landestourismusgesetz als Gängelei und schlug stattdessen saisonverlängernde Maßnahmen sowie den Ausbau der Infrastruktur vor. Für die Tourismussaison im Herbst 2022 schlug er den Ausbau des Gesundheitstourismus mittels „Therapien aus regional produzierten Heilmitteln wie Kreide- und Moorpackungen oder Salzgrotten“ vor, welche „echte Markenzeichen von Mecklenburg-Vorpommern zu werden“ könnten. Die infolge der Coronapandemie eingesetzten Maßnahmen der Bundesregierung und Landesregierung Mecklenburg-Vorpommerns kritisierte er die Beschränkungen im März 2022 als „Gift für den Tourismus“ und forderte die Landesregierung dazu auf, verbindliche und klare Regelungen zu treffen, um Touristikern eine planbare Saison zu ermöglichen.
Als fischereipolitischer Sprecher setzte er sich für die Aufklärung des Fischsterbens im Kleinen Jasmunder Bodden Anfang 2022 ein und forderte die Landesregierung auf, Ursachenforschung zu betreiben und über künstliche Besatzmaßnahmen nachzudenken.
Als hochschulpolitischer Sprecher kritisierte er eine Kunstaktion der Universität Greifswald, welche mittels Plakaten sich mit dem Thema der Abtreibung auseinandersetzen, als „gewaltverherrlichend“ und „platt politisierend“.
Ende September 2022 führte eine Rede auf einer Demonstration gegen die steigenden Energiepreise infolge des russischen Angriffskrieges gegen die Ukraine zu Irritationen, da sich die Demonstrationsorganisatoren als parteilos verstanden.
Seine Forderung, im 1. Parlamentarischen Untersuchungsausschusses der 8. Wahlperiode zur Aufklärung der NSU-Aktivitäten sowie weiterer militant rechter und rechtsterroristischer Strukturen in Mecklenburg-Vorpommern (PUA NSU II/Rechtsextremismus) die verurteilten Rechtsterroristen Beate Zschäpe  und Holger Gerlach als Zeugen zu hören, sorgte für Aufruhr. Kurz zuvor hatte selbiges die AfD-Fraktion im bayerischen Landtag gefordert. Im Mai 2023 erneuerte er die Forderung, nachdem Zschäpe in Chemnitz vom bayerischen NSU-Untersuchungsausschuss verhört wurde.